# خلوة (بناء)

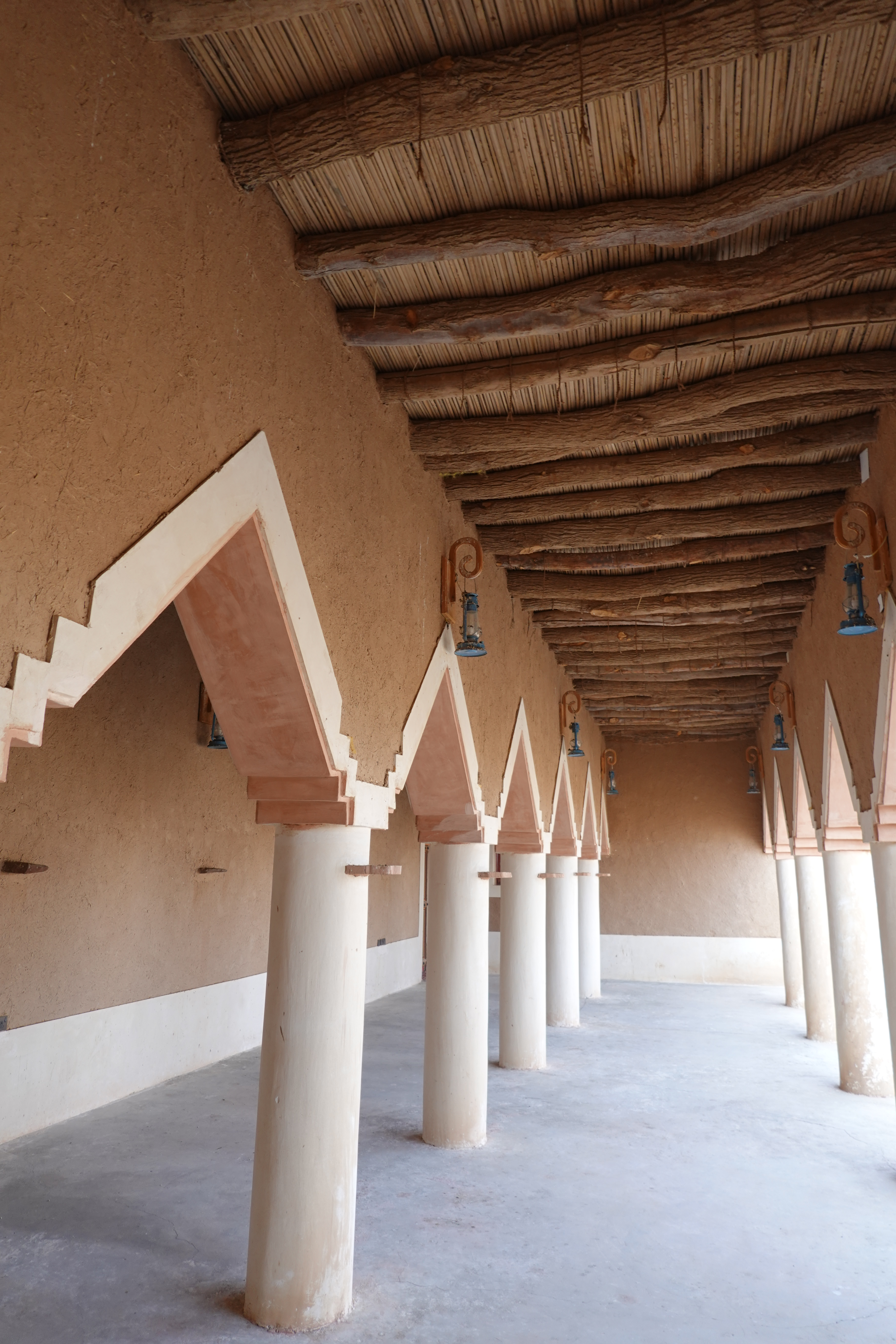
اطلال خلوة في الرس

الخلوة (وتعرف أيضًا بـ "بيت الخلوة"، بمعنى "مكان الانعزال") هي مساحة فردية إسلامية أو (زاوية) مخصصة للتقشف الروحي والتأمل. تستخدم كملاذ للانعزال والتفرغ للعبادة والتقوى.
تم بناء عدد كبير من هياكل الخلوة الصغيرة على ساحة المسجد الأقصى منذ عام 956، والتي أسسها العديد من الشخصيات العثمانية المحلية، حيث كانت تتسم بتصاميم مشابهة تتضمن قبابًا تدعمها قباب صغيرة أو غرف قبوية.
أما في المساجد التقليدية في وسط المملكة العربية السعودية (منطقة نجد)، فإن غرف الصلاة تحت الأرض تعرف أيضًا بالخلوة. وفي المجتمع الدرزي، يُطلق على بيت الصلاة اسم "خلوات البياضة".